# Elizabeth (Minnesota)
Pour les articles homonymes, voir Elizabeth.
Elizabeth est une ville américaine située dans le Comté d'Otter Tail, dans le Minnesota. Selon le recensement de 2010, sa population est de 173 habitants.